# Kowalowy
Kowalowy est une localité polonaise de la gmina et du powiat de Jasło en voïvodie des Basses-Carpates.